# Bad Oeynhausen Süd
Bad Oeynhausen Süd (niem. Bahnhof Bad Oeynhausen Süd) – stacja kolejowa w Bad Oeynhausen, w kraju związkowym Nadrenia Północna-Westfalia, w Niemczech. Według DB Station&Service ma kategorię 6. Stacja znajduje się na linii Elze – Löhne, około 800 m na południe od głównego dworca kolejowego w Bad Oeynhausen, położonego na linii Hamm – Minden.

## Linie kolejowe
- Linia Elze – Löhne

## Połączenia
| Linia | Trasa | Takt     |
| ----- | --- | -------- |
| RB77  | Weser-Bahn (Bünde (Westf) –) Löhne (Westf) – Bad Oeynhausen Süd – Hameln – Elze – Nordstemmen – Hildesheim | godzinny |